# The Take Over, The Breaks Over
The Take Over, the Breaks Over je třetí singl (čtvrtý pokud se počítá The Carpal Tunnel of Love) skupiny Fall Out Boy z jejich třetího řadového alba Infinity on High. Song si vypůjčil název od rapera Jay-Z, který vydal v roce 2001 písničku Takeover. Zpěvák Akon singl od Fall Out Boy přezpíval během rádiového rozhovoru v BBC.
V písni hostují i kytaristé Ryan Ross z Panic! at the Disco a Chad Gilbert z Found New Glory.

## Tracklist

### CD
1. The Take Over, the Breaks Over
2. Thriller (Live AOL Session)

### Vinyl
1. The Take Over, the Breaks Over
2. Sugar, We're Goin' Down (Live AOL Session)

## Videoklip
Videoklip je v černo bílém provedení a hlavní roli zde hraje pes Petera Wentze Hemingway. Videoklip začíná pohledem na Wentze, který společně s Hemingwayem spí, tomu se zdá sen, že se společně s celou skupinou objevil u Chevroletu, kde je plno hydrantů, pošťáci, tančící kočky a hlavně zpěvák Patrick Stump, který se v klipu objeví s kočičí hlavou nebo jako steak.
V klipu se objevují i ex-fanoušci Fall Out Boy, kteří na skupinu házejí balónky s vodou a křičí na ně, že na ně už zapomněli a že je nenávidí. V tom zavyje Hemingway a pronese: „To chce klid…každý se mění.“ Fanoušci přikývnou a Hemingway pronese znova: „Koukněte se třeba na mě, býval jsem maličký.“ Fanoušci znovu přikývnou a začnou tančit společně s skupinou.
Na konci klipu přistupuje Wentz k Hemingwayi a říká: „Nevěděl jsem, že umíš mluvit.“ Ten mu odpoví: „Sklapni Wentzi, tohle je můj sen.“ Videoklip končí jak začal, pohledem na spícího Wentze s Hemingwayem, který se probudil a seskakuje dolů.

## Umístění
| Hitparáda      | Umístění |
| -------------- | -------- |
| Austrálie      | 17       |
| Kolumbie       | 16       |
| Mexiko         | 102      |
| Nový Zéland    | 30       |
| Velká Británie | 48       |

## Úryvek textu
They Say your head can be a prison
Then these are just conjugal visits,
People will dissect us till
This doesn't mean a thing anymore
Don't pretend you ever forgot about me
Don't pretend you ever forgot about me